# Церква Покрови Пресвятої Богородиці (Кривче)
Церква Покрови Пресвятої Богородиці в Кривчому — парафія і храм Борщівського благочиння Тернопільської єпархії Православної церкви України в селі Кривче Чортківського району Тернопільської области. Пам'ятка архітектури місцевого значення.

## Історія церкви
Перший дерев'яний храм у селі був збудований у 1699 році.
Будівництво нового, кам'яного храму розпочалося у 1850 році з благословення намісника деканату Юліана Скопченського. Його зводили на пожертви парафіян протягом шести років. У 1856 році відбулося освячення.
Внутрішній розпис церкви виконав художник Микола Створжинський. У 1875 році найбільші пожертви на оздоблення зробив Іван Бойко.

## Парохи
- о. Даниїл Загайко,
- о. Іван Лушпинський,
- о. Богдан Назаревич (до 1960),
- о. Андрій Ментух (1960—1985),
- о. Володимир Качан (з 1985).